# Гідеон Лоув
Гідеон Лоув (англ. Gideon Louw, 4 вересня 1987) — південноафриканський плавець.
Учасник Олімпійських Ігор 2008, 2012 років.
Переможець Всеафриканських ігор 2011 року, призер 2007 року.
Призер Ігор Співдружності 2010 року.